# Micrathena sexspinosa
Micrathena sexspinosa är en spindelart som först beskrevs av Carl Wilhelm Hahn 1822.  
Micrathena sexspinosa ingår i släktet Micrathena och familjen hjulspindlar. Inga underarter finns listade i Catalogue of Life.